# Calyptranthes ovata
Calyptranthes ovata är en myrtenväxtart som beskrevs av Otto Karl Berg. Calyptranthes ovata ingår i släktet Calyptranthes och familjen myrtenväxter. Inga underarter finns listade i Catalogue of Life.